# Placage par explosifs
Le placage par explosifs permet de plaquer (souder) un matériau métallique de revêtement (généralement résistant à la corrosion) sur une tôle de base (généralement acier résistant à la pression), dont certains impossibles à plaquer sur de l'acier par d'autres procédés, tels que: 
- l'aluminium
- le cuivre
- le zirconium
- le titane
- le tantale
- le molybdène et leurs alliages, etc.

On utilise l'effet dynamique de l'onde de choc et l'effet balistique de l'explosif. Le résultat métallurgique obtenu est proche de celui d'une soudure par friction. 
Les tôles plaquées sont utilisées pour des applications très diverses sur les marchés de la chimie, du pétrole, de l'énergie, de l'électrométallurgie, des constructions navales, des centrales atomiques, du traitement des minerais et parfois aussi dans le dessalement de l'eau de mer et le traitement des pâtes à papier.

## Histoire de ce procédé
La dynamiterie de Paulilles du Groupe Nobel, située entre Banyuls-sur-Mer et Port-Vendres dans les Pyrénées-Orientales, fut une des premières au monde (1968) à employer et surtout à contrôler ce procédé, breveté à l'origine par la société Américaine DuPont de Nemours.
Cette société concentra ses efforts dans cette technique dans les années 1960. Ces recherches et le développement de ce procédé, furent faites au laboratoire de Gibbstown(N.J.) par J.Douglass, Dr G.R.Cowan, Dr Arnold, H.Hotzman et d'autres savants. 